# 보산스키페트로바츠

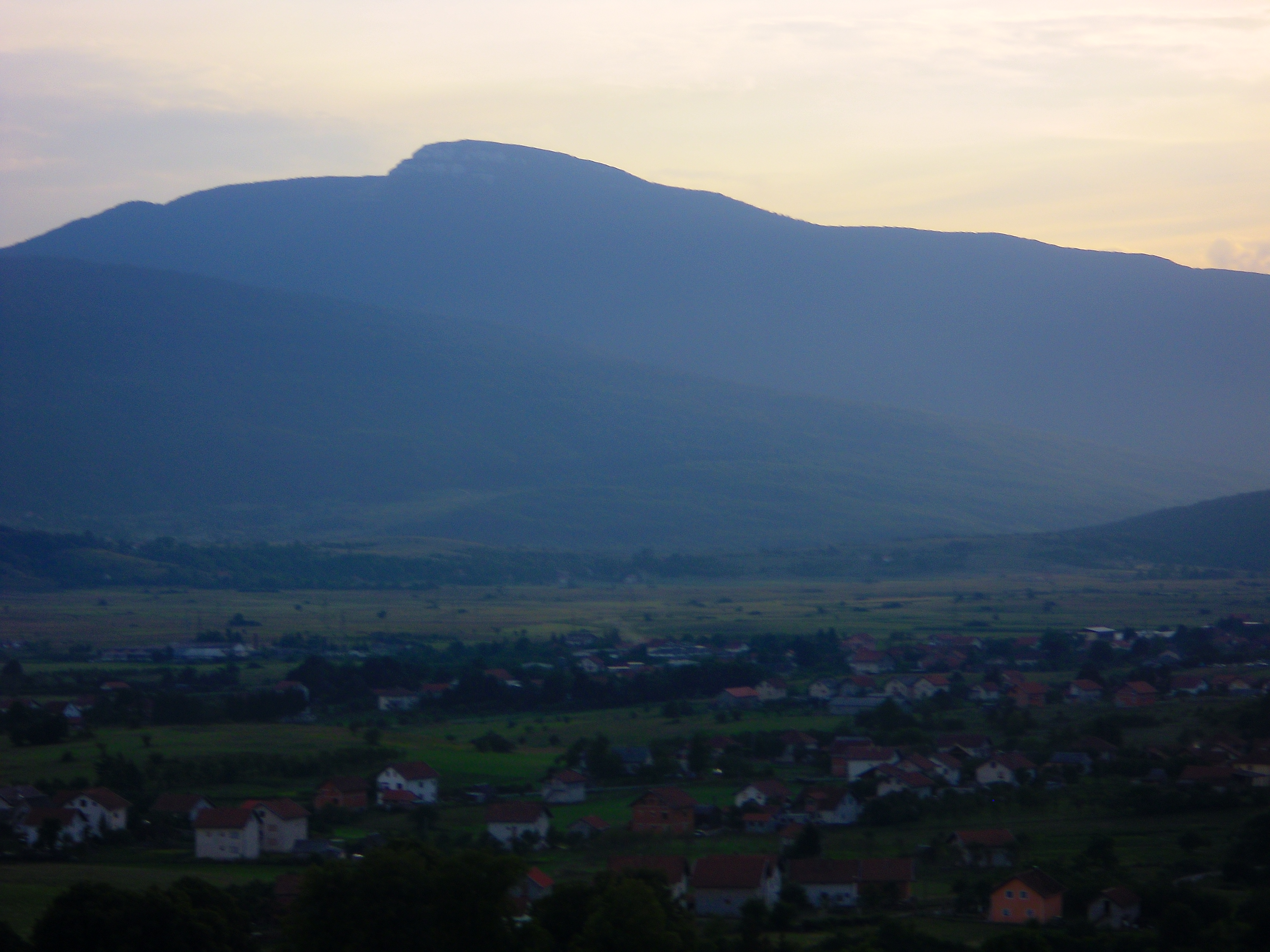
보산스키페트로바츠

보산스키페트로바츠의 위치

보산스키페트로바츠(세르비아어: Босански Петровац, Bosanski Petrovac, 보스니아어: Bosanski Petrovac, 크로아티아어: Bosanski Petrovac)는 보스니아 헤르체고비나 서부에 위치한 도시로 면적은 717km2, 인구는 7,946명(2013년 기준), 인구 밀도는 11명/km2이다.
행정 구역상으로는 보스니아 헤르체고비나 연방 우나사나 주에 속한다. 스릅스카 공화국의 페트로바츠(Petrovac)는 원래 보산스키페트로바츠의 일부였지만 보스니아 전쟁 이후에 체결된 데이턴 협정에 따라 분리되면서 스릅스카 공화국에 편입되었다.